# Episodi di Love & Anarchy (seconda stagione)
La seconda stagione della serie televisiva Love & Anarchy, composta da 8 episodi, è stata interamente pubblicata il 16 giugno 2022 su Netflix.
| N° | Titolo originale                                                                        | Titolo italiano                                                       | Pubblicazione Svezia | Pubblicazione Italia |
| -- | --------------------------------------------------------------------------------------- | --------------------------------------------------------------------- | -------------------- | -------------------- |
| 1  | Allt är annorlunda nu                                                                   | È tutto diverso adesso                                                | 16 giugno 2022       | 16 giugno 2022       |
| 2  | Jägerstedt Publishing                                                                   | Jägerstedt Publishing                                                 | 16 giugno 2022       | 16 giugno 2022       |
| 3  | Sensitivitetskonsulten                                                                  | Consulente per le sensibilità                                         | 16 giugno 2022       | 16 giugno 2022       |
| 4  | Litteraturmördare!                                                                      | Assassini della letteratura!                                          | 16 giugno 2022       | 16 giugno 2022       |
| 5  | Författarkryssning                                                                      | Crociera letteraria                                                   | 16 giugno 2022       | 16 giugno 2022       |
| 6  | Exorcism                                                                                | Esorcismo                                                             | 16 giugno 2022       | 16 giugno 2022       |
| 7  | Vad är äkta och spelar det någon roll?                                                  | L'autenticità è una bidonata?                                         | 16 giugno 2022       | 16 giugno 2022       |
| 8  | Konsten, kärleken, kapitalismen och modet att förändra grundförutsättningarna för dessa | Arte, amore, capitalismo e il coraggio di cambiare le loro condizioni | 16 giugno 2022       | 16 giugno 2022       |

## È tutto diverso adesso
- Titolo originale: Allt är annorlunda nu
- Diretto da: Lisa Langseth e Alex Haridi
- Scritto da: Lisa Langseth

### Trama
Tre mesi dopo la separazione di Sofie dal marito, i due si dividono la custodia dei figli a settimane alterne ed hanno un rapporto solo all'apparenza sereno, sebbene questi continui a criticarla aspramente e insinuare non sia mentalmente stabile; nel frattempo la relazione della donna con Max continua a gonfie vele, nonostante i due continuino a tenerla segreta a tutti. Il giovane è inoltre stato sfrattato dal suo condominio ed è pertanto costretto a dormire in ufficio in attesa di trovare una sistemazione; un giorno facendogli visita con la scusa di voler salutare gli ex-colleghi della Lund & Lagerstedt, Sofie scopre da Denise che la casa editrice è in cattive acque (complice anche l'inettitudine ai licenziamenti di Ronny, che pur di non mandare via Friedrich gli ha concesso un marchio personale) e sta cercando finanziatori, motivo per il quale fissa loro un appuntamento con Nille, facoltoso amico dell'ex-marito in cerca di attività su cui investire, il quale accetta di sovvenzionare la casa editrice solo a patto che Sofie ne diventi il CEO. Quella sera Max si presenta a casa della donna per festeggiare il suo nuovo ruolo, ignaro che i figli siano da lei, ed ha dunque modo di conoscerli; l'atmosfera di affetto e serenità creatasi è tuttavia bruscamente interrotta da una telefonata che informa Sofie del suicidio del padre, la cui schizofrenia era sfociata da tempo in depressione. Sconvolta, la donna manda i figli a dormire e caccia Max il quale il giorno dopo resta allibito nel vedere Johan farle visita in ufficio per dirle di non rivelare a nessuno le vere ragioni della morte del padre. Alla richiesta di spiegazioni, tuttavia, Sofie risponde a Max che la loro storia deve finire perché sanno entrambi che non avrebbe avuto futuro.
- Altri interpreti: Johannes Kuhnke (Johan Rydman), Ruben Lopez (Tom Rosén), Elsa Agemalm Reiland (Isabell Rydman), Benjamin Shaps (Frank Rydman), Lars Väringer (Lars Fagerström), Ludde Hagberg (Nille), Yasmine Garbi (Elin), CJ Merner (Henke), Rojan Telo (Soran), Roshi Hoss (Florence), Alexandra Norberg (Alexandra).

## Jägerstedt Publishing
- Titolo originale: Jägerstedt Publishing
- Diretto da: Lisa Langseth e Alex Haridi
- Scritto da: Lisa Langseth

### Trama
Dopo il funerale del padre, Sofie inizia ad avere diverse allucinazioni su di lui; il giorno successivo tenta maldestramente di riavvicinarsi a Max ma finisce per criticare i pantaloni che indossa spingendolo, per ripicca, a passare l'intera giornata in mutande rifiutandosi di metterli anche dopo che il sindacato degli scrittori manda una loro rappresentante a colloquio con Sofie poiché preoccupati della sua politica di far pagare di tasca propria la pubblicazione agli autori che vendono poco; i due riprendono così le loro sfide: Max lascia alla donna un biglietto per dirle che si sarebbe messo i pantaloni solo se lei avesse sbrodolato il caffè di fronte alla sindacalista, cosa che Sofie fa per poi scambiarsi uno sguardo divertito col giovane mentre la visitatrice lascia furibonda la Lund & Lagerstedt.
Nel frattempo Friedrich apre il suo marchio personale, la Jägerstedt Publishing, e recluta la sua vecchia fiamma, la volubile autrice danese Vivianne Ivarsen, come prima scrittrice. Max, si trasferisce intanto nell'orto botanico lasciato libero dalla zia di un'ex-compagna di liceo di Caroline, che dopo essere andata a trovarlo riesce finalmente a confessargli i suoi sentimenti; Sofie ha invece una serata con le amiche durante la quale le creano un profilo tinder facendole così scoprire che Max vi si è iscritto a sua volta, cosa che - assieme all'ennesima allucinazione di Lars - la fa sprofondare nell'angoscia. Sopraffatti dai sentimenti Max e Sofie cedono a una notte di passione, il primo con Caroline e la seconda con un meccanico conosciuto su tinder.
- Altri interpreti: Johannes Kuhnke (Johan Rydman), Ruben Lopez (Tom Rosén), Elsa Agemalm Reiland (Isabell Rydman), Benjamin Shaps (Frank Rydman), Lars Väringer (Lars Fagerström), Ludde Hagberg (Nille), Yasmine Garbi (Elin), Marina Bouras (Vivianne Ivarsen), Beata Cavallin (Maria Hamdin), Pia Oscarsson (Anna-Karin), Therese Järvheden (Madeline), Lina Perned (Clara), Mattias Pettersson (Jesper).

## Consulente per le sensibilità
- Titolo originale: Sensitivitetskonsulten
- Diretto da: Lisa Langseth e Alex Haridi
- Scritto da: Lisa Langseth

### Trama
Katarina Weke, scrittrice per bambini edita da Lund & Lagerstedt, pubblica un libro che solleva un polverone a causa sul fronte dell'inquinamento atmosferico a causa della società della famiglia di quest'ultima; per far fronte alla crisi Sofie decide di seguire il consiglio di Ronny e assume un consulente per le sensibilità: Filip. Contemporaneamente scopre della relazione tra Max e Caroline e, dopo aver sfidato il ragazzo a fare qualsiasi cosa il più velocemente possibile per l'intera giornata, mossa dalla gelosia tenta di denunciare la relazione tra i due ragazzi a Filip come inappropriata, tuttavia il gesto ha l'effetto contrario e Caroline è ben presto coinvolta dal consulente nella stesura di nuove linee guida comportamentali assumendo inoltre un atteggiamento più aggressivo con Max riguardo la loro relazione, spingendo infine quest'ultimo ad ufficializzarla nonostante la forte titubanza. 
Sotto insistenza della figlia, dopo averlo evitato per giorni, Sofie si convince a fare visita alla tomba del padre e, la sera, ha un incontro sessuale in ufficio con Linus, un uomo conosciuto tramite amici con il fetish di fingersi un animale nell'intimità; i due vengono visti a loro insaputa da Friedrich, che nel frattempo riprende la sua relazione con Vivianne. Il giorno successivo, avuta la conferma dell'impennata delle vendite del libro della Weke dopo lo scandalo, Sofie licenzia in tronco Filip.
- Altri interpreti: Ruben Lopez (Tom Rosén), Elsa Agemalm Reiland (Isabell Rydman), Ludde Hagberg (Nille), Yasmine Garbi (Elin), Marina Bouras (Vivianne Ivarsen), Suzanne Ernrup (Katarina Weke), David Dencik (Filip), David Lenneman (Linus).

## Assassini della letteratura!
- Titolo originale: Litteraturmördare!
- Diretto da: Lisa Langseth e Alex Haridi
- Scritto da: Lisa Langseth

### Trama
Gli autori denominati di "serie B" e costretti dalla casa editrice a pagare di tasca propria la pubblicazione insorgono ed iniziano a protestare all'esterno della Lund & Lagerstedt; Sofie, scossa, inizia a vedere il padre tra di essi e sente di star tradendo i valori per cui egli si è sempre battuto, cosa a cui si aggiunge la crescente gelosia nei confronti della relazione tra Max e Caroline che la spinge a sfidare il ragazzo a non alzarsi dalla sedia per tutta la giornata. Friedrich ha intanto un imbarazzante incontro con Linus, che scopre essere l'agente della giovane promessa letteraria Nellie Johansson, ma che lui riconosce come l'uomo che ha visto in ufficio con Sofie; tra i due scoppia un litigio sulla commercializzazione del romanzo della giovane a seguito del quale Linus viene cacciato e rivela bruscamente a Friedrich come la Jägerstedt Publishing sia solo una scusa per poterlo licenziare dopo che la farà fallire. Ferito, l'uomo si allea coi protestanti permettendo loro di entrare negli uffici e seminare il panico durante la riunione con la celebre influencer Nour Larsson, la quale tuttavia risolve la situazione rivelando che il capo dei manifestanti è la sua ghostwriter, spingendo un'esasperata Sofie a cacciare la folla accusandoli di aver messo su una pantomima. Per mantenere la sua posizione, Max manda a monte i piani di Caroline per fare sesso in ufficio, che trova troppo tediosi e programmati, dopodiché la sfida a sua volta a fare il pappagallo per il resto della sua riunione con la star del web, mandandolo a monte e ferendo involontariamente i sentimenti della donna dopo che essa insinua sia "pazza". Inoltre, Sofie scopre di essere al centro di una bufera mediatica in quanto Friedrich ha fatto pubblicare i suoi intenti di far autofinanziare gli autori di "serie B"; per sfuggire all'ira della donna egli scappa in strada, insulta involontariamente i manifestanti e viene rincorso da loro per tutta Stoccolma. Chiusasi in ufficio, Sofie ha un crollo nervoso e urla contro l'allucinazione del padre recriminandogli di averla lasciata sola, venendo a sua insaputa vista da un allibito Max.
- Altri interpreti: Ruben Lopez (Tom Rosén), Lars Väringer (Lars Fagerström), Ludde Hagberg (Nille), Mira Eklund (Nellie Johansson), David Lenneman (Linus), Helmon Solomon (Nour Larsson), Marga Pettersson (Eva Hadzic), Ulrika Malmgren (Annelie), Katta Pålsson (Lena).

## Crociera letteraria
- Titolo originale: Författarkryssning
- Diretto da: Lisa Langseth e Alex Haridi
- Scritto da: Lisa Langseth

### Trama
Per alleggerire la tensione creatasi nei giorni passati e ripartire col piede giusto, Sofie fa partecipare tutto lo staff della Lund & Lagerstedt a una crociera letteraria di due giorni. Dato che Caroline si occupa della distribuzione delle camere sistemandosi con Max, Sofie viene messa con Denise e Ronny con Tom; Friedrich invece, dopo aver convinto Vivianne a partecipare, perde accidentalmente la nave per recarsi a comprare delle pillole contro il mal di mare. Nell'arco della prima giornata Sofie sfida Max ad ubriacarsi per poi venire a sua volta sfidata a lavare personalmente i piatti dopocena travestendosi da membro dello staff di bordo, Ronny avvicina Jens Lapidus per una collaborazione fingendo di star per pubblicare un'antologia fatta da ragazzi del ghetto e scrive un testo di suo pugno solo per venire aspramente criticato, mentre Denise convince Sofie a fare una dichiarazione pubblica per scrollarsi di dosso l'astio della comunità letteraria ed accetta di fare le veci di Friedrich - su esplicita richiesta di quest'ultimo - occupandosi di Vivianne per la durata della crociera e finendo per essere sedotta da lei e passarci la notte insieme. A notte fonda, Sofie ha un rapporto sessuale con lo chef nelle cucine della nave e, in seguito, portando la spazzatura al punto di raccolta ha nuovamente un'allucinazione riguardante il padre, che le appare in preda a deliri esistenziali; tornando in camera la donna si imbatte in Max che, vedendola sconvolta, le chiede nuovamente cosa sia successo sebbene essa si rifiuti di rispondergli.
- Altri interpreti: Ruben Lopez (Tom Rosén), Lars Väringer (Lars Fagerström), Marina Bouras (Vivianne Ivarsen), Ilkka Villi (chef), Jens Lapidus (se stesso), Donia Saleh (se stessa), Alex Haridi (se stesso), Kjell Grönberg (se stesso), Lena Markstedt (se stessa).

## Esorcismo
- Titolo originale: Exorcism
- Diretto da: Lisa Langseth e Alex Haridi
- Scritto da: Lisa Langseth

### Trama
Vivianne e Denise iniziano una relazione puramente fisica e Friedrich rimane rammaricato nello scoprire che la donna si è allontanata da lui e vede qualcun altro, di cui però ignora l'identità. I continui ritardi sul lavoro provocano un certo attrito tra Sofie e Denise le quali, nel frattempo, per convincere gli influencer svedesi a pubblicare un libro con Lund & Lagerstedt sfruttano la popolatirà casualmente ottenuta da Max su Instagram tramite foto di giardinaggio decidendo di far uscire un suo libro fotografico. Gelosa, Sofie inizialmente si oppone ad utilizzare foto che ritraggano il ragazzo nudo o in pose sexy ma alla fine cede per non attirare sospetti; durante il processo di lavoro la coppia ha modo di riavvicinarsi e di dirsi quanto siano fieri l'uno dell'altra, Max rivela inoltre di essere preoccupato per Sofie e la sfida a parlare con qualcuno di come si senta. Per obbedire a tale richiesta la donna va prima da una terapista, poi da un prete e infine da un guru yoga, senza che nessuno riesca a darle sollievo o spiegarle il motivo delle allucinazioni sul padre. Ronny decide di produrre audiolibri per aiutare gli insonni a dormire e recluta Friedrich per inciderli, salvo avere una discussione con lui sul metodo da impiegare ripiegando dunque a scriverli in prima persona. Dopo aver incontrato Malin, una donna che vive il suo stesso senso di vuoto esistenziale, Sofie ci si rispecchia al punto da avere un crollo nervoso accompagnato dall'ennesima allucinazione su Lars, a seguito della quale chiama Max e si apre con lui riguardo l'insicurezza emotiva che prova. I sentimenti dei due riemergono e passano la notte insieme.
- Altri interpreti: Ruben Lopez (Tom Rosén), Lars Väringer (Lars Fagerström), Yasmine Garbi (Elin), Marina Bouras (Vivianne Ivarsen), Elina Du Rietz (Malin), Matilda Källström (Amanda), Lena Nylén (terapista), David Book (sacerdote), Ulf Eklund (Henry), Stephen Rappaport (Mike).

## L'autenticità è una bidonata?
- Titolo originale: Vad är äkta och spelar det någon roll?
- Diretto da: Lisa Langseth e Alex Haridi
- Scritto da: Lisa Langseth

### Trama
Max lascia Caroline realizzando di essere ancora innamorato di Sofie, che però inizia a evitarlo in ufficio, trattamento impartito anche allo storico e sottopagato traduttore della Lund & Lagerstedt, Göran Åkerman. Quando Nille, principale investitore della casa editrice, propone loro l'idea per un romanzo suggerendo di farlo scrivere interamente a un ghostwriter per poi prendersene il merito, Sofie lo appoggia sostenendo che "l'autenticità sia una bidonata" venendo però criticata da Denise che ritiene ci sia qualcosa che non vada in lei. Nel frattempo Vivienne finisce l'ultimo racconto della sua raccolta in uscita per ottobre e prende spunto da Denise per la protagonista, dando di lei un ritratto patetico che fa infuriare la ragazza portandola ad aprirsi con Friedrich sul motivo del suo turbamento dichiarando di non poter restare alla casa editrice se lo pubblicheranno; l'uomo, incapace di anteporre la sua amica al libro, osserva dunque con rammarico mentre essa si licenzia. Saputo di tutto ciò, Max, frustrato anche per essere costantemente ignorato da Sofie, decide di licenziarsi a sua volta; la donna nel frattempo scopre che Malin le ha rubato la storia di "Amore e anarchia" dopo averla sentita parlarne al corso di yoga e, furiosa, irrompe in casa sua e le distrugge i mobili "spalleggiata" dall'allucinazione del padre finché viene sorpresa dalla polizia, arrestata e portata nel reparto psichiatrico.
- Altri interpreti: Johannes Kuhnke (Johan Rydman), Ruben Lopez (Tom Rosén), Elsa Agemalm Reiland (Isabell Rydman), Benjamin Shaps (Frank Rydman), Lars Väringer (Lars Fagerström), Ludde Hagberg (Nille), Marina Bouras (Vivianne Ivarsen), Elina Du Rietz (Malin), Roshi Hoss (Florence), Alexandra Norberg (Alexandra), Stephen Rappaport (Mike), Göran Thorell (Göran Åkerman), Yohanna Idha (fotografa).

## Arte, amore, capitalismo e il coraggio di cambiare le loro condizioni
- Titolo originale: Konsten, kärleken, kapitalismen och modet att förändra grundförutsättningarna för dessa
- Diretto da: Lisa Langseth e Alex Haridi
- Scritto da: Lisa Langseth

### Trama
Sofie passa la notte al reparto psichiatrico e ha un'ultima allucinazione su Lars, che la sprona ad essere se stessa e rimanere autentica dicendole che non accettarsi è ciò che ha fatto impazzire lui; la donna chiede scusa a suo padre per non essere riuscita a capire il suo malessere e impedire che si suicidasse ed ha perciò modo di sfogare la sua tristezza. Il giorno successivo viene rilasciata, si ricongiunge ai figli e si riappacifica con l'ex-marito chiedendogli di smettere di criticarla, cosa a cui egli acconsente; una volta rientrata alla Lund & Lagerstedt in tempo per scoprire che Vivianne Ivarsen è stata insignita del Premio Nobel per la letteratura, viene anche informata del licenziamento di Max e Denise rimanendone profondamente scossa. Rintracciato il ragazzo, Sofie gli rivela i suoi sentimenti apertamente dicendogli che, se le concederà una seconda possibilità per essere una coppia "alla luce del sole" sarebbe stato tutto diverso ma Max le chiede di dargliene prova e fare "qualcosa che cambi tutto" per dimostrargli la veridicità delle sue parole. Sentendosi in colpa per averla denigrata in un'intervista di prossima uscita a causa della rabbia, Denise raggiunge Vivianne alla Lund & Lagerstedt durante la festa per il Nobel e le chiede scusa, l'autrice le dice però di non preoccuparsi portandole a riappacificarsi, scambiarsi un bacio di fronte ai paparazzi e presentarla alla stampa come sua compagna. Intervistata in merito al lavoro svolto per il Nobel, Sofie parla senza inibizioni ed in tutta sincerità dei suoi sentimenti per la morte del padre, dell'eterna diatriba tra socialismo e realismo che ha permeato la sua vita e di non aver mai creduto in Vivianne a differenza di Friedrich e del suo marchio, cui da tutto il merito; con Denise tornata ufficialmente alla casa editrice lei e l'uomo si ricongiungono amichevolmente poco prima che questi rilasci una breve intervista alla stampa parlando di quanto i libri di Vivianne abbiano significato per la sua vita, dichiarazione al termine della quale l'autrice lo bacia rivelando di aver sviluppato sentimenti sia per lui che per Denise. Infine, Sofie va a protestare di fronte a un centro commerciale con un cartello anti-capitalista come era solito fare il padre e viene raggiunta da Max, che ha sentito il suo discorso alla radio e con cui si scambia un bacio appassionato in mezzo alla strada.
- Altri interpreti: Johannes Kuhnke (Johan Rydman), Ruben Lopez (Tom Rosén), Elsa Agemalm Reiland (Isabell Rydman), Benjamin Shaps (Frank Rydman), Lars Väringer (Lars Fagerström), Ludde Hagberg (Nille), CJ Merner (Henke), Marina Bouras (Vivianne Ivarsen), Matilda Källström (Amanda), Mira Eklund (Nellie Johansson).